# 坎皮略斯
坎皮略斯，是西班牙安达卢西亚自治区马拉加省的一个市镇。 总面积188平方公里，总人口7707人（2001年），人口密度41人/平方公里。